# Strophius nigricans
Strophius nigricans är en spindelart som beskrevs av Eugen von Keyserling 1880. Strophius nigricans ingår i släktet Strophius och familjen krabbspindlar. Inga underarter finns listade i Catalogue of Life.